# Mitterbad (Braunau am Inn)

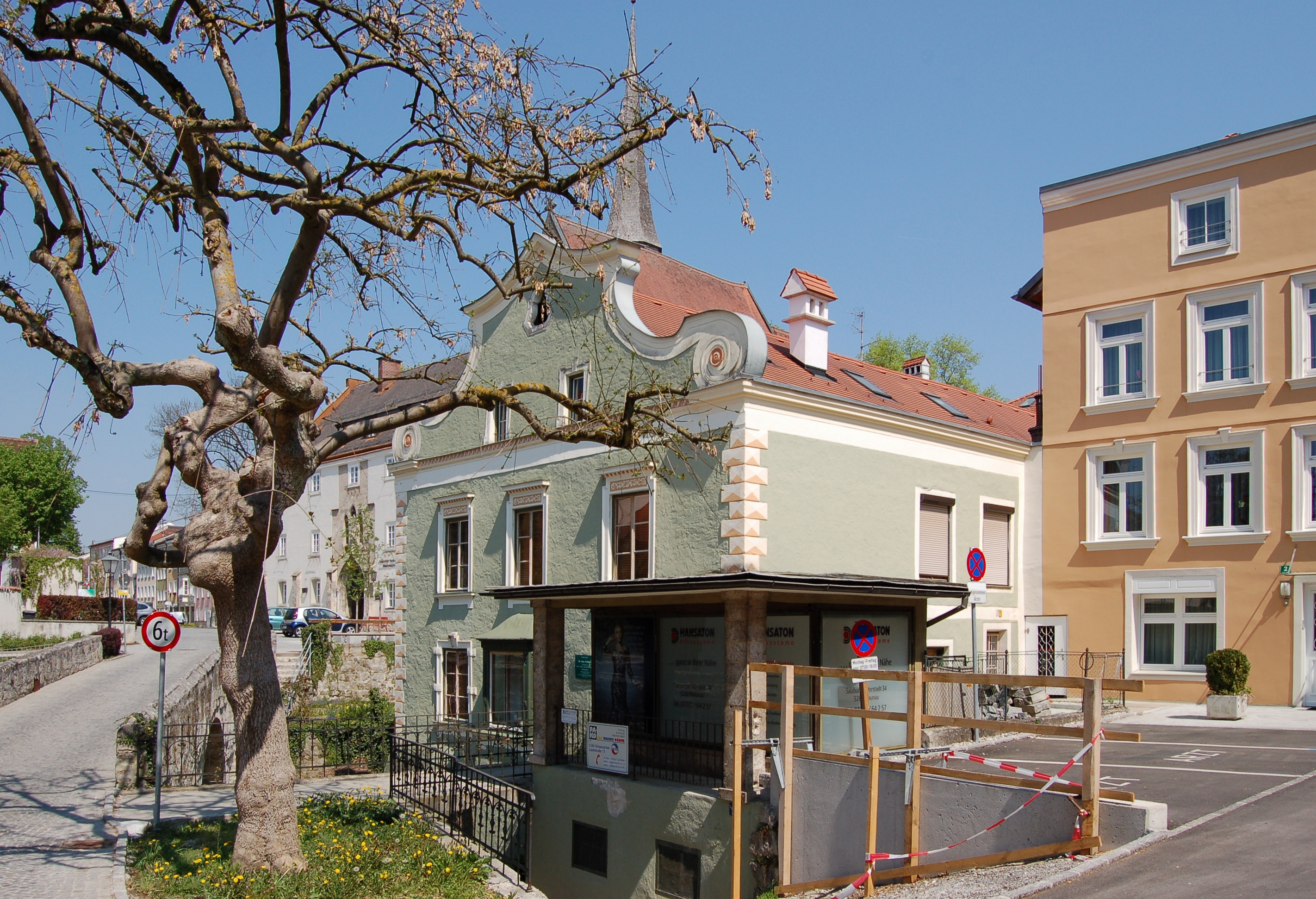
Mitterbad

Das Mitterbad ist ein spätmittelalterliches Badehaus. Es stellt ein außerordentliches und sehr seltenes Denkmal der städtischen Sozial- und Kulturgeschichte dar.
Das Mitterbad liegt an der Adresse Am Berg 1 in der Stadt Braunau am Inn im gleichnamigen Bezirk in Oberösterreich. Das Bauwerk steht unter Denkmalschutz (Listeneintrag).

## Lagebeschreibung
Das ehemalige Vorderbad steht in einer Reihe mit dem Vorder- und Hinterbad am Stadtbach in Hanglage. Das Bauwerk liegt an der Brücke über den Stadtbach und begrenzt den Platz „Am Berg“ in nordöstliche Richtung.

## Geschichte
Das spätmittelalterliche Badhaus wurde laut einer Urkunde 1448 durch die Kirche an Hans Daumb, einen Bürger der Stadt Braunau, verkauft. Nach seinem Tod war es wieder in kirchlichem Besitz. Bis 1897 arbeiteten hier Bader und später auch Wundärzte.

## Baugeschichte
Das Badhaus wurde im 15. Jahrhundert bzw. Anfang des 16. Jahrhunderts errichtet. Im 17. und 18. Jahrhundert wurde das Bauwerk umgeformt. Ein weiterer Umbau erfolgte zwischen 1800 und 1820. Der Eingang an der westlichen Giebelseite mit einem Steg davor wurde in den 1950er Jahren erneuert.

## Baubeschreibung

### Äußeres
Das Mitterbad ist ein zwei, bzw. grabenseitig dreigeschoßiges Gebäude, das mit Ausnahme eines Teils der Südseite freistehend ist. Im Untergeschoß weist es querrechteckige Fenster sowie ein spätmittelalterliches Segmentbogenportal mit barocker Rautentür an der westlichen Giebelfront auf. Die Fassadengestaltung der Schauseiten erfolgte im Stil des Nachbarocks bzw. Klassizismus und entstanden zwischen 1800 und 1820. Auf der Westseite, Richtung Vorderbad, weist die Fassade einen nachbarocken Volutengiebel mit Diamantquaderungen an den Ecken auf. Das umlaufende Kranzgesims ist giebelseitig mit einem Ornamentfries eines laufenden Hundes verziert. Die Fenster des Obergeschoßes haben ein ornamentales Sturzfeld und gerade Verdachungsgesimse über Eierstäben. Im eigentlichen Erdgeschoß befindet sich giebelseitig ein zentraler Fenstererker aus Holz, der vermutlich um 1900 entstand.

### Inneres
Badegeschoß
Der bachseitige Hauptraum ist die ehemalige große Badestube und damit strukturell ähnlich wie beim Vorderbad. Auf der Hangseite befindet sich ein tonnengewölbter Flur mit enger Stichkappenfolge und Treppe, die parallel zum Flur verläuft. Die bachseitige, ehemalige Badestube ist zweischiffig und flach kreuzgratgewölbt. Das Gewölbe ruht auf Pfeilern bzw. einer Säule. Das Gewölbe entstand vermutlich in der zweiten Hälfte des 16. Jahrhunderts. Zwischen dem Flur und der Badestube befinden sich enge, ehemals für den Badebetrieb erforderliche Funktionsräume wie die Heizungs- und Warmwasserbereitungsstelle. In den Hang führt ein Raum, in dem sich der ehemalige Brunnen für das Frischwasser befindet. Auf der Ostseite des Hauses befindet sich ein tonnengewölbter Raum mit Ausgang zum Bachufer. Dieser hatte unter Umständen früher als Lagerraum gedient.
Erdgeschoß und Obergeschoß
Im Erdgeschoß befindet sich ein durchgehender kreuzgratgewölbter Seitenflur. Im Obergeschoß weisen einige Räume barocke Stuckspiegeldecken auf. Die Türrahmen sind teilweise barock.